# Kelowna
Kelowna es una ciudad canadiense de la provincia de Columbia Británica. Su extensión es de 282 km², la población es de 165 596 habitantes (según el censo canadiense de 2007). La ciudad fue fundada en 1859, y se incorporó al gobierno provincial en 1905. El nombre “Kelowna” proviene de la lengua nativa del valle de Okanagan y significa “Oso Grizzly”.
La región metropolitana de Kelowna, posee una población de 165 596 habitantes.
Se considera como una de las ciudades canadienses de mayor crecimiento demográfico. En 1991, su población fue de 75 953 habitantes; y, para 2005, se estimó una población de 165 221 habitantes en su región metropolitana.
Esta es la sede del videojuego Club Penguin.

## Transporte
Esta ciudad es servida por el Aeropuerto Internacional de Kelowna.

## Clima
| Parámetros climáticos promedio de Kelowna (Aeropuerto Internacional de Kelowna), normales 1981–2010, extremos 1899–presente | Parámetros climáticos promedio de Kelowna (Aeropuerto Internacional de Kelowna), normales 1981–2010, extremos 1899–presente | Parámetros climáticos promedio de Kelowna (Aeropuerto Internacional de Kelowna), normales 1981–2010, extremos 1899–presente | Parámetros climáticos promedio de Kelowna (Aeropuerto Internacional de Kelowna), normales 1981–2010, extremos 1899–presente | Parámetros climáticos promedio de Kelowna (Aeropuerto Internacional de Kelowna), normales 1981–2010, extremos 1899–presente | Parámetros climáticos promedio de Kelowna (Aeropuerto Internacional de Kelowna), normales 1981–2010, extremos 1899–presente | Parámetros climáticos promedio de Kelowna (Aeropuerto Internacional de Kelowna), normales 1981–2010, extremos 1899–presente | Parámetros climáticos promedio de Kelowna (Aeropuerto Internacional de Kelowna), normales 1981–2010, extremos 1899–presente | Parámetros climáticos promedio de Kelowna (Aeropuerto Internacional de Kelowna), normales 1981–2010, extremos 1899–presente | Parámetros climáticos promedio de Kelowna (Aeropuerto Internacional de Kelowna), normales 1981–2010, extremos 1899–presente | Parámetros climáticos promedio de Kelowna (Aeropuerto Internacional de Kelowna), normales 1981–2010, extremos 1899–presente | Parámetros climáticos promedio de Kelowna (Aeropuerto Internacional de Kelowna), normales 1981–2010, extremos 1899–presente | Parámetros climáticos promedio de Kelowna (Aeropuerto Internacional de Kelowna), normales 1981–2010, extremos 1899–presente | Parámetros climáticos promedio de Kelowna (Aeropuerto Internacional de Kelowna), normales 1981–2010, extremos 1899–presente |
| Mes | Ene. | Feb. | Mar. | Abr. | May. | Jun. | Jul. | Ago. | Sep. | Oct. | Nov. | Dic. | Anual |
| --- | --- | --- | --- | --- | --- | --- | --- | --- | --- | --- | --- | --- | --- |
| Temp. máx. abs. (°C) | 14.8 | 17.2 | 20.8 | 28.1 | 34.4 | 45.7 | 39.7 | 39.3 | 35.0 | 26.8 | 20.6 | 17.8 | 45.7 |
| Temp. máx. media (°C) | 0.8 | 3.6 | 10.1 | 15.5 | 20.2 | 24.2 | 27.9 | 27.6 | 21.7 | 13.4 | 5.6 | 0.7 | 14.3 |
| Temp. media (°C) | -2.5 | -0.9 | 4.1 | 8.4 | 12.8 | 16.6 | 19.5 | 19.1 | 13.9 | 7.3 | 1.6 | -2.6 | 8.1 |
| Temp. mín. media (°C) | -5.8 | -5.3 | -2.0 | 1.3 | 5.4 | 9.1 | 11.1 | 10.6 | 5.9 | 1.3 | -2.4 | -5.9 | 1.9 |
| Temp. mín. abs. (°C) | -31.7 | -28.3 | -22.2 | -9.4 | -4.2 | -1.1 | 2.6 | 0.6 | -6.1 | -15.7 | -28.4 | -36.1 | -36.1 |
| Precipitación total (mm) | 31.0 | 19.0 | 21.6 | 29.1 | 40.2 | 45.9 | 37.2 | 32.1 | 32.4 | 29.2 | 36.7 | 32.6 | 386.9 |
| Lluvias (mm) | 8.9 | 10.0 | 16.9 | 28.3 | 39.2 | 45.9 | 37.2 | 32.1 | 31.7 | 29.1 | 24.4 | 7.6 | 311.3 |
| Nevadas (cm) | 26.9 | 10.8 | 4.8 | 0.8 | 0.0 | 0.0 | 0.0 | 0.0 | 0.0 | 0.1 | 13.6 | 32.0 | 89.0 |
| Días de precipitaciones (≥ 0.2 mm)                                                                                          | 13.9 | 10.3 | 10.5 | 10.9 | 12.9 | 12.0 | 9.2 | 8.5 | 8.7 | 11.3 | 14.4 | 14.1 | 136.6 |
| Días de lluvias (≥ 0.2 mm)                                                                                                  | 5.6 | 6.2 | 8.8 | 10.7 | 12.2 | 12.0 | 9.2 | 8.5 | 8.3 | 11.3 | 11.0 | 4.2 | 107.8 |
| Días de nevadas (≥ 0.2 cm)                                                                                                  | 10.0 | 5.6 | 2.4 | 0.6 | 0.0 | 0.0 | 0.0 | 0.0 | 0.0 | 0.2 | 4.7 | 11.0 | 34.5 |
| Horas de sol | 39.4 | 80.9 | 148.5 | 191.0 | 238.2 | 244.9 | 297.8 | 281.6 | 216.2 | 124.5 | 50.9 | 35.1 | 1948.9 |
| Humedad relativa (%) | 76.4 | 65.2 | 48.8 | 39.8 | 40.0 | 39.3 | 35.6 | 36.2 | 42.2 | 55.6 | 70.6 | 75.7 | 52.1 |
| Fuente: Environment Canada                                                                                                  | | | | | | | | | | | | | |